# 三菱ふそう・ファイター
ファイター（FIGHTER）は、三菱ふそうトラック・バス（2002年以前は三菱自動車工業）が生産している中型トラックである。

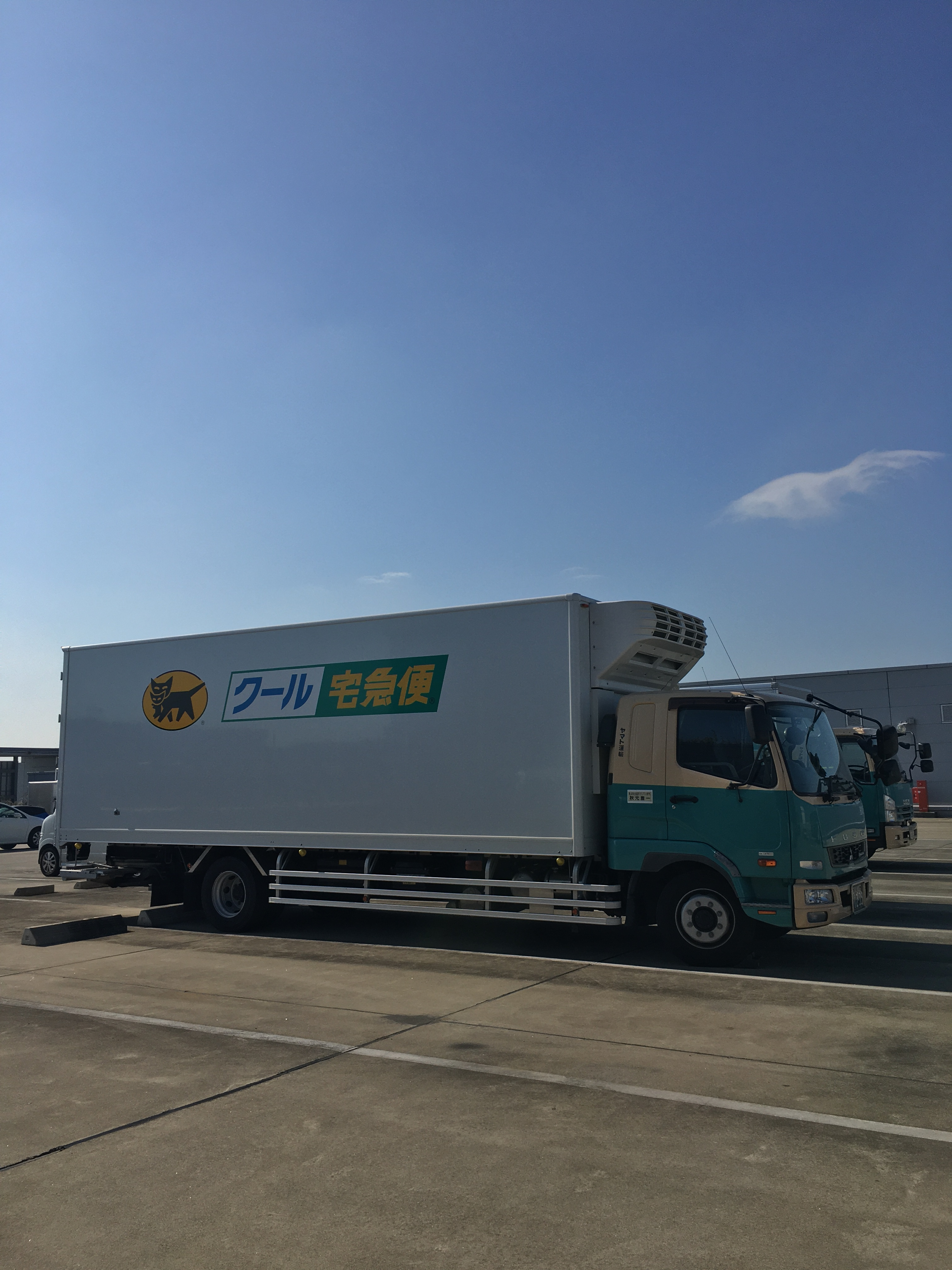
ヤマト運輸のクール仕様車

## 概要
- 1984年に中型トラックのFKシリーズのフルモデルチェンジの際に名称を決めることになり、その時にファイター（英語：戦士）という名称になった。尚、型式名は引き続き「FK」「FM」を採用。
- 2代目のマイナーチェンジでINOMATといわれる機械式オートマチックトランスミッションを採用。
- ラインナップにはフルキャブのファイター、ベッドレスショートキャブのファイターNXの2車種構成。それぞれ大型免許の必要な大型仕様（通称増トン）車、4WD車もある。
- 積載量4トンクラスの中型トラックとしては、機構的に大型トラックに近い（オルガンペダル式エアオーバハイドロリックブレーキ）。リコール隠し問題以前は、中型トラックシェアの大多数を占めていた。
- 2024年現在、日本の自動車市場で32年という極めて異例の長寿モデルとなっている。[1]
- 2025年現在、車両総重量8tクラスの中型トラック（いわゆる4t車）で唯一直列6気筒エンジン搭載車がラインナップされる。

## ファイター

### 初代（1984年2月～1992年7月）

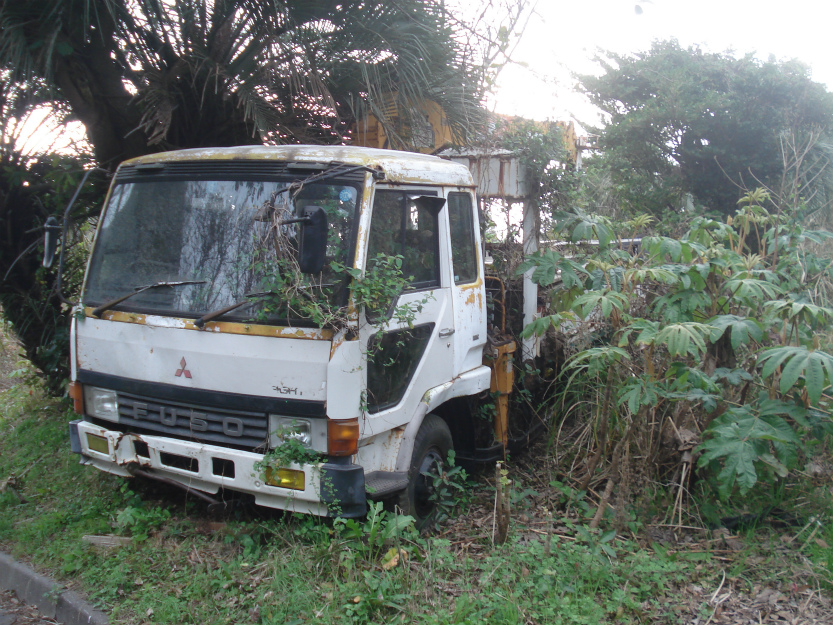
初代ファイター（中期型）

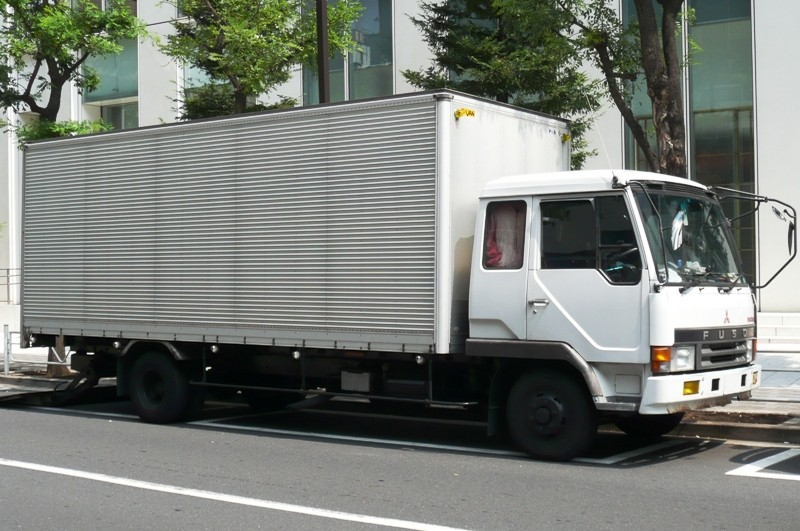
初代ファイター（後期型）

- 1984年2月24日登場。外観意匠を小型のキャンターや大型のザ・グレートと統一させ、ふそうトラックのイメージを一本化させたモデルである。ヘッドライト・左右ドア・ベット部パネル・キャブ後窓はザ・グレートと共通。
- 1987年12月 - マイナーチェンジ。ラジエーターグリル上部にパネルモールを装着。230馬力のインタークーラー付ターボエンジン追加。
- 1988年2月 - FMシリーズをマイナーチェンジ。4WD車のFLを追加。
- 1990年2月 - マイナーチェンジ。平成元年排出ガス規制適合。ラジエーターグリルのデザインを変更した。
- 1991年7月 - マイナーチェンジ。自然吸気エンジンの210馬力車登場。コーナーリングランプを標準装備すると共にFKシリーズにABSをオプション設定。
- 1991年のテレビCMのキャッチコピーは「プロの男たちと歩む、ブランドの実力。誰よりも日本の道に、ふそうファイター」。コマーシャルソングに、高倉健・八代亜紀の「挽歌」が使用された。
- インドネシアでは2代目登場後も初代が継続生産されていたが、ユーロ4規制に合わせて2018年に2代目ベースの車両が発表された[2]。

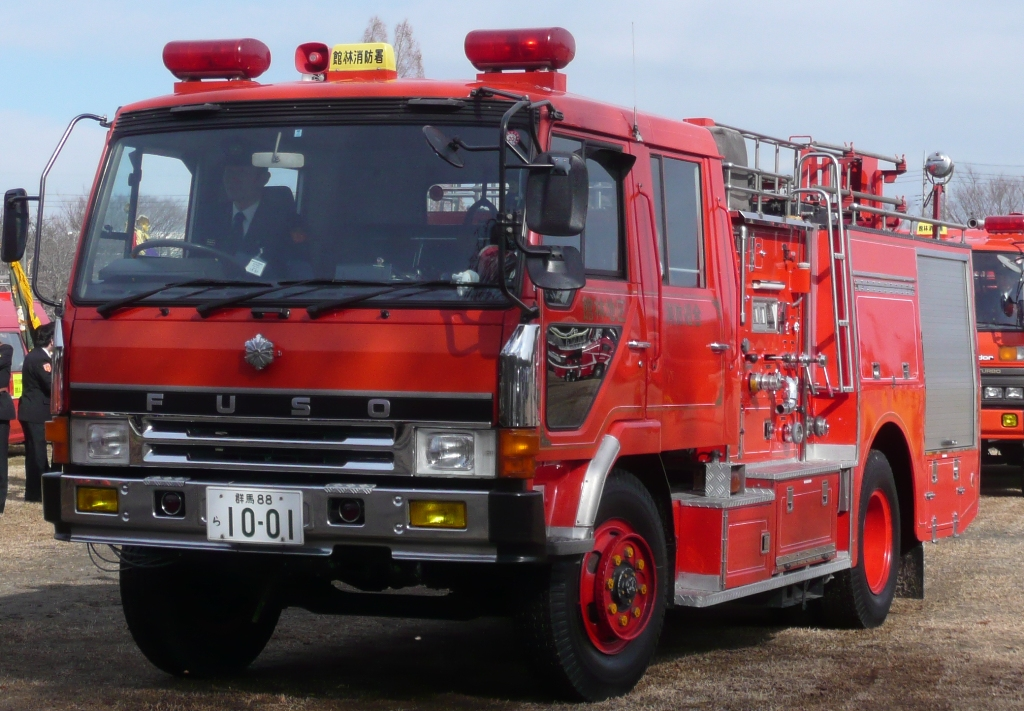
後期型（大型車仕様）
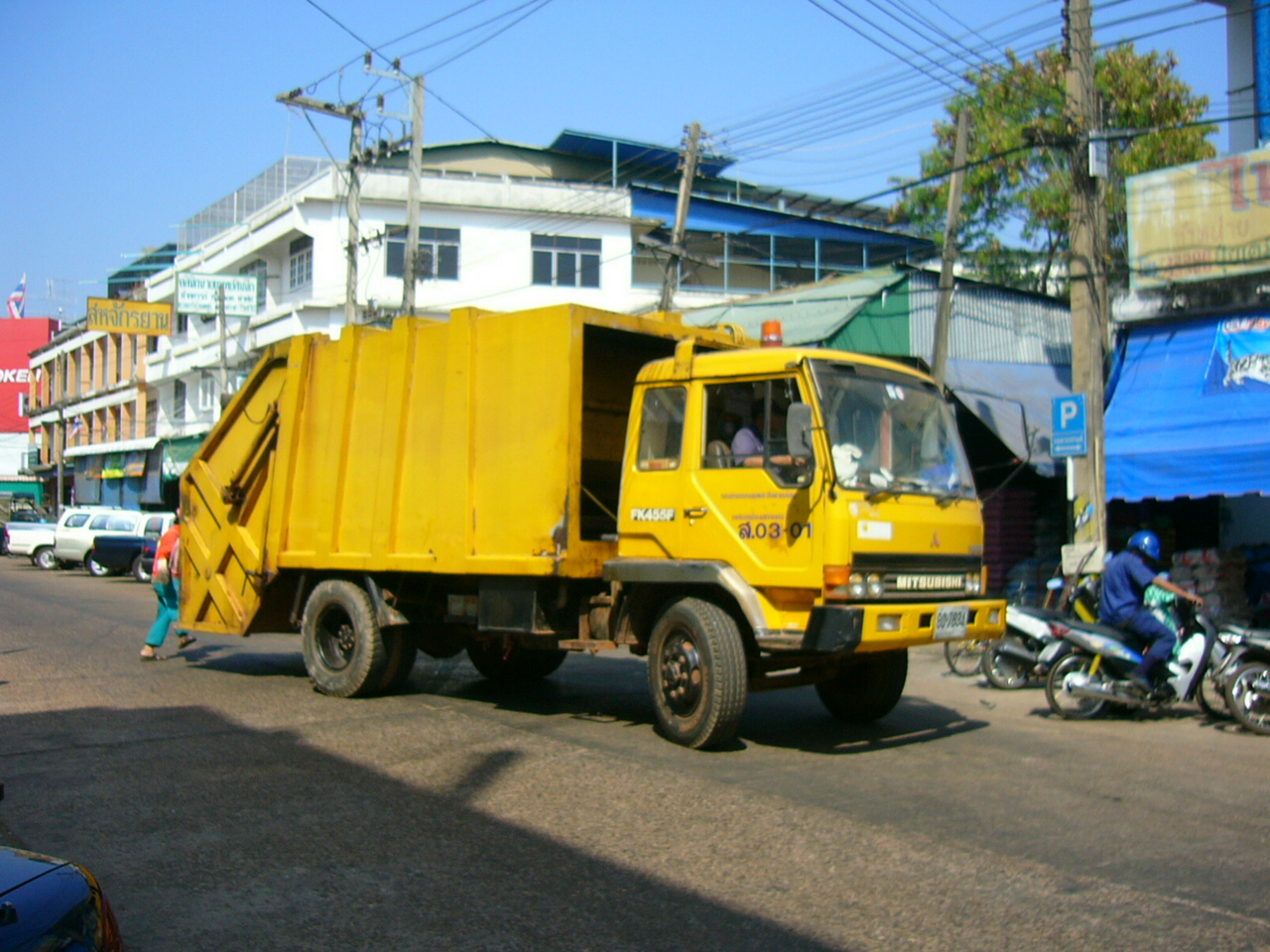
輸出仕様

### 2代目（1992年7月～）

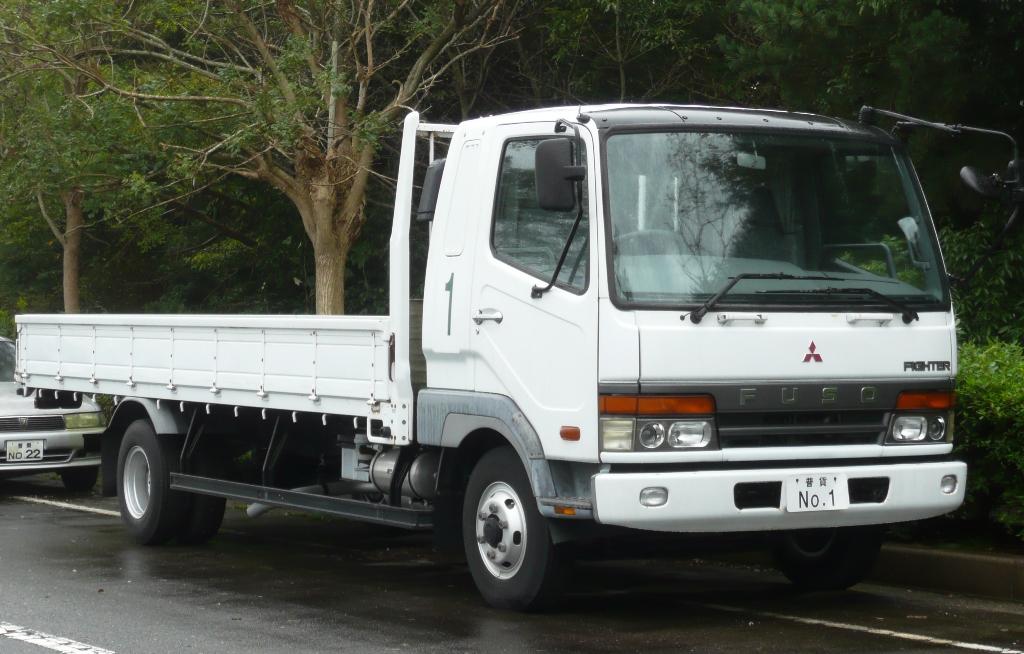
ファイター
（1992年改良型、フルコンファイター）

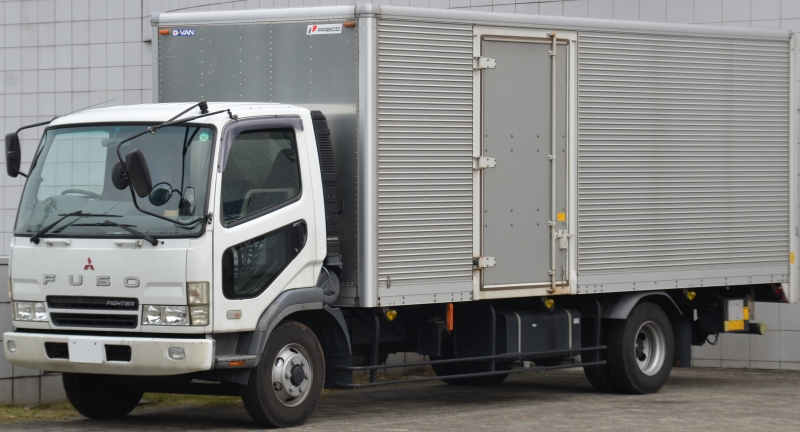
ファイターNX
（2002年改良型、ニューファイター）

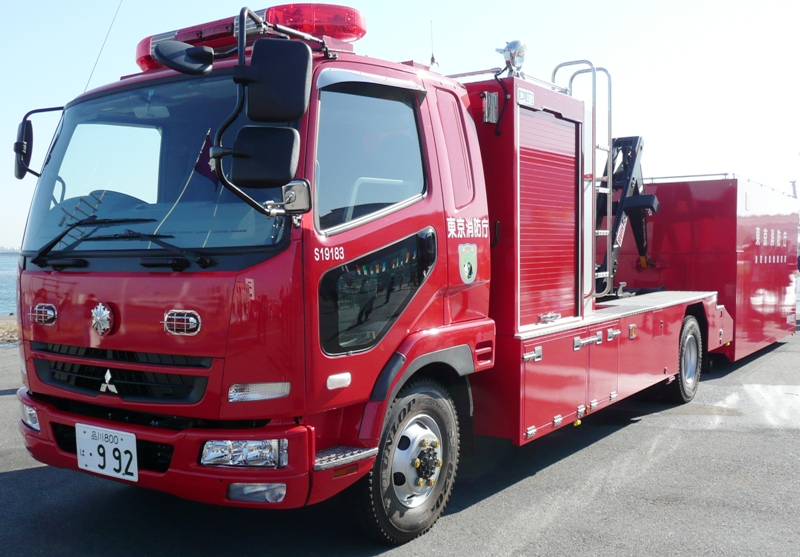
ファイター
（2005年改良型、ベストワンファイター）

- 1992年7月に初のフルモデルチェンジを実施。キャビンデザインは角が取れて幾分丸くなり、ヘッドライトをプロジェクタータイプの異形4灯に変更（輸出仕様は角型4灯）。このライトは翌93年にビッグマイナーチェンジで登場するザ・グレート最終型と共通品である。最近の三菱ふそう製のトラックに見られるサイドウインドウのデザインもこのモデルから始まった。ドアはファイターのみの専用品である。通称フルコンファイター（フル・コンフォートの略称）。CMには、ジャッキー・チェンが出演。キャッチコピーは「Exciting Handsome」。運転席側のドアアウターハンドルがグリップ式、助手席側がフラップ式という珍しい構成であり、このような構成は国産車ではいすゞ・ギガ、フォワードなど例が少ない。
- 1995年4月 - 平成6年排出ガス規制（KC-）適合。通称パワフルコンファイター（パワフル・コンフォートの略称）。同年、軽量仕様のファイターSL発売開始。
- 1996年12月 - FKシリーズに積載量7.5t超車（FK-Z）と低床フルタイム4WD（FL-X）を追加。
- 1997年2月 - 一部改良。リヤ・ホイールパーク式ブレーキをオプションで装着でき、GVW11t車以上には標準装備。全車にサイドドアビーム、衝撃吸収式ステアリングを標準装備。200馬力以上の車種には坂道発進補助装置「EZGO」を標準装備。助手席ウインドウを引違式から巻き上げ式に変更。フェンダー上のガーニッシュを廃止。
- 1998年 - ファイターをベッドレス化したショートキャブ仕様車、ファイターNX登場。これにより4tシャーシのファイターと同じ全長であっても荷台長が305mm長く取れるようになり、積載量（積載重量ではない）を増やすことができるようになった。ベッドがなくなった分だけ長距離便には不向きで市内便や近郊便として使われるのがほとんどである。CMには藤原紀香が出演した。
- 1999年4月14日 - 初のマイナーチェンジを実施。通称ニューファイター。エクステリアデザイン、フロントの灯火器類（ディスチャージヘッドランプ化。2代目ファイター前期型とザ・グレート後期型に換装可）、インテリアデザインが修正され、外観デザインはスーパーグレートと共通イメージとなった。また、エンジンをSOHC24バルブの6M60及び6M61に変更し、現在もNox・PM法に適合する平成10年排出ガス規制に（KK-）適合し、エアバッグが装備された。
- 1999年5月 - 6x4低床大型車仕様のFQと積載8t級のFK-Zを追加。
- 1999年6月 - 機械式ATのINOMATを設定。
- 2002年2月23日 - 一部改良。5速ATの追加、ターンランプがクリアー化され、標準のカラーバリエーションを9色に増やした。
- 2002年7月24日 - CNG（圧縮天然ガス車）モデルを追加。
- 2004年6月7日 - 新短期規制（PA-）適合、機械式ATのINOMAT-IIが設定された。
- 2005年10月5日 - 2度目のマイナーチェンジを実施。通称ベストワンファイター。ベッドレス車のファイターNXはファイターに統合。GVW11t車以上にはウェッジ式フルエアブレーキをクラス唯一標準装備。三菱ふそうトラック・バスでは初めてヘッドライトをバンパーに配置するなどエクステリア、インテリアデザインを一新し質感を高めた。外観デザインは次期スーパーグレートのコンセプトモデル“FUSO CONCEPT”のイメージを反映させたものとなっていた。同時に最新の安全関連の規制に対応した。また、ベストワンシステムが採用され、ヘッドライトの位置（バンパーライトが基本ではあるが、キャブライト仕様も選択可能。キャブライト仕様はコーナーパネル内に専用タイプのヘッドライトが収まる）、シート表皮、メッキバンパーなどの装備を自由に選ぶことができるようになった。
- 2007年6月15日 - 平成17年排出ガス規制（新長期規制）（PDG-）適合。
- 2008年9月5日 - 総輪エアサス車を追加。
- 2010年6月 - 順次、ポスト新長期排出ガス規制適合車（TKG-）を発売。「Bluetecテクノロジー」の名称をもちいる、高燃焼効率エンジン+DPF+尿素SCRを使用することでポスト新長期排出ガス規制に適合し、さらに平成27年度重量車燃費基準を達成（GVW20tクラスを除く）。 デザイン面ではフロントグリルをメッシュグリル化。ラインナップとしてはGVW8tクラスに、6気筒エンジン220馬力を追加。
- 2011年7月14日 - GVW8tクラスに、6気筒エンジン240馬力と6気筒エンジン270馬力が追加されたことにより、全車がポスト新長期排出ガス規制に適合。
- 2017年10月 - 2017年モデル発売。平成28年排ガス規制適合車（2KG-）適合。フロントグリルのフレーム部にブルーラインの塗装を施したエコブルーグリルを採用。インテリアはシルバーラインを配し、ブラックを基調とした内装色へ一新され、ステアリングホイール、ドアトリムやベッドを黒で統一した[3]。
- 2018年8月27日 - 新開発の4V20型[注釈 1]直列4気筒OHV16バルブ・インタークーラーターボ付ディーゼルエンジン搭載した4気筒モデルを追加して発売。GVW8t車（FK）と4V20専用の準中型免許対応車、GVW7.5t車（FK-A）を設定[4]。
- 2019年9月26日 - 2019年モデル発売。安全性が強化され、衝突被害軽減ブレーキ（AMB plus）[注釈 2]、車両安定性制御装置（ESP）、車線逸脱警報装置（LDWS）、リアホイールパークブレーキを標準装備。内装では2代目スーパーグレートと同型のステアリングホイール（ステアリングスイッチ付）とBluetoothオーディオを採用。グレード名は従来のDX、カスタム、スーパーパッケージからスーパーグレートに合わせてエコライン、プロライン、プレミアムラインに変更。J-OBDIIとトラックコネクトに対応した。6M60搭載車の一部に設定されていたINOMAT-IIは廃止され、全車6速MTとなる[5]。

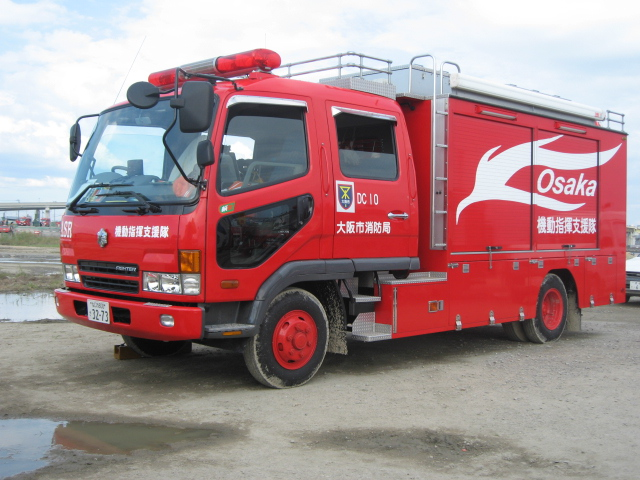
1999年改良型
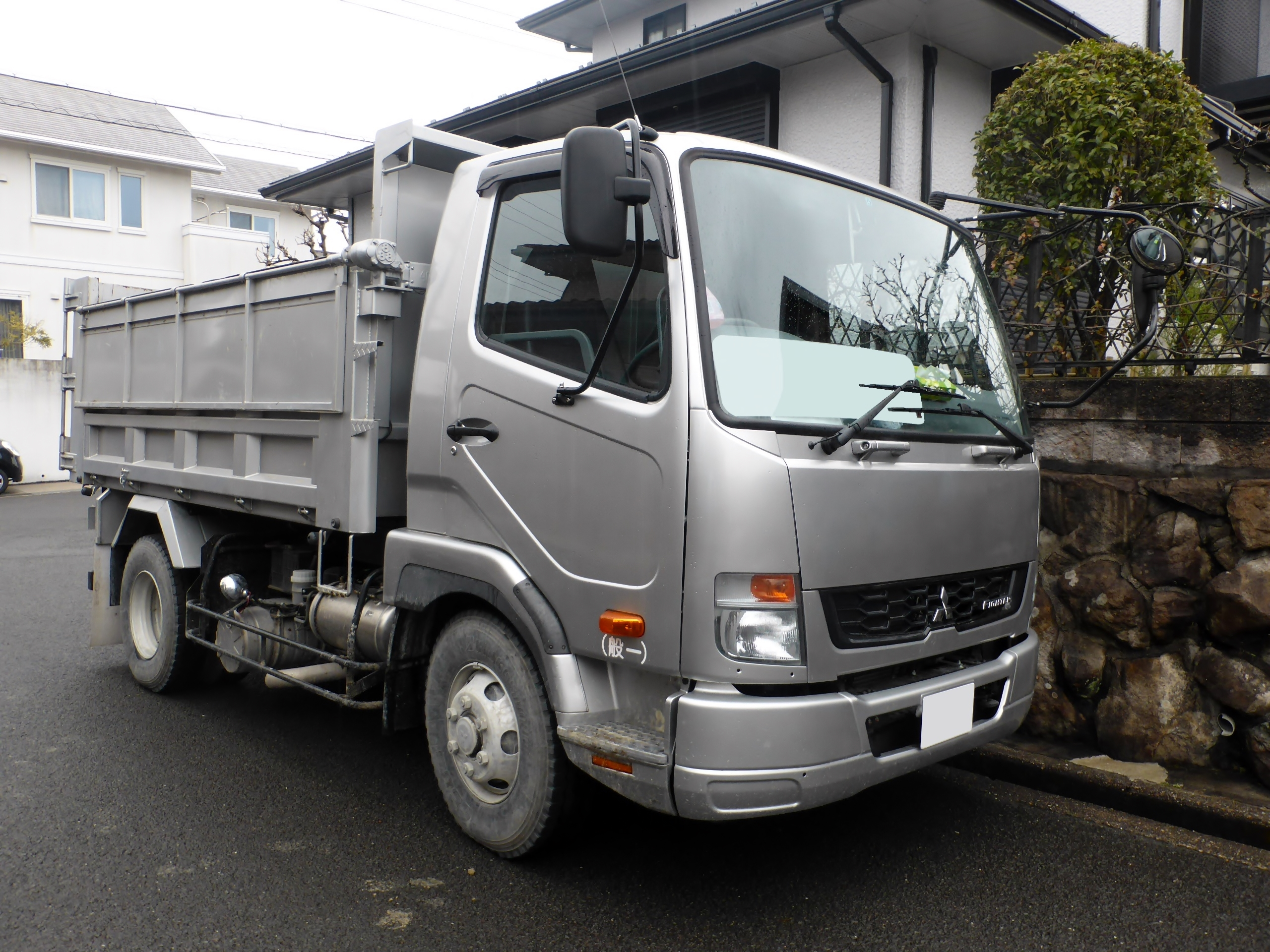
2011年改良型 キャブライト仕様
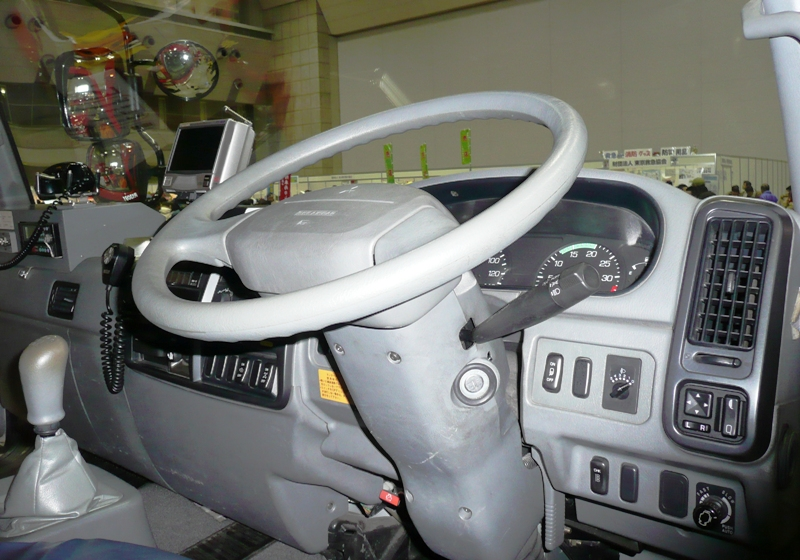
運転席（1999年改良型）

## ファイターミニヨン(FIGHTER MIGNON)

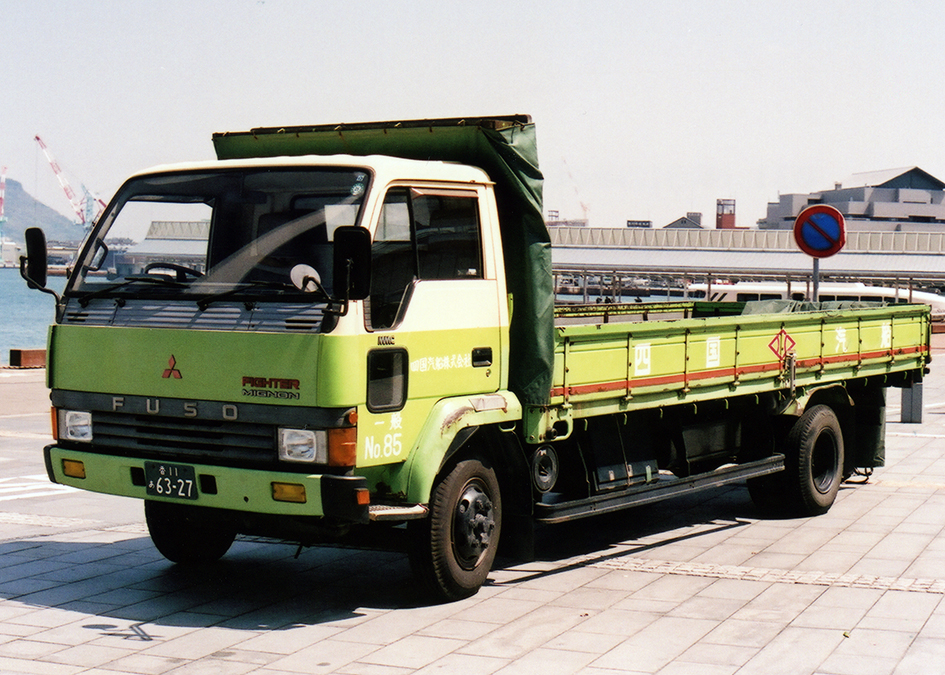
ファイターミニヨン（初代前期型）

FHの後継車種で、ファイターのシャーシにキャンターのワイドキャブを載せたタイプ。バキュームサーボ式ハイドロリックブレーキとエアオーバ式ハイドロリックブレーキを採用。メーター内にエアタンク圧力ゲージが追加されている。
キャビンを軽量化し、荷台長を増やして積載重量を増やすファイターNX同様のコンセプトに基づく車両であるが、NX以上に小型軽量なキャビンの搭載や装備の簡素化・軽量化により、当時の普通免許（現在の中型8t免許）で運転可能な車両総重量8000kg未満でありながらも最大積載量を4500kgを確保している個体も存在する。なお、車両総重量が8tを超える仕様の設定はなかった。
荷台架装を行っても積載量を確保できることから、キャブバッククレーンやダンプなどの架装ベースに用いられた車両が多いが、一般的なドライバンや冷凍車などの架装が行われている車両も存在する。価格帯もファイター・ファイターNXより低く抑えられていることから建設業者の自家用ダンプカーやレンタカーとしての登録が多かった。
ネーミングの由来はフランス語で「優雅な」という意味と、ミニ4トン車にかけている。（実質的にいすゞ・フォワードジャストン、UD・コンドルS、日野・デーキャブレンジャーのライバル車になる）
- 1986年2月 - FKのベッドレス車のFHを10年ぶりにフルモデルチェンジするかたちで登場。
- 1989年11月  - マイナーチェンジ。平成元年排出ガス規制適合、フロントグリルの形状変更。
- 1995年3月  - フルモデルチェンジ。
- 2002年6月  - ベースとなったキャンターのフルモデルチェンジに伴い生産終了。ただし、海外向けには現在も生産されている。
- 2014年11月  - 長らく後継車両が存在しなかったが、軽量の専用シャシーにキャンターのワイドキャブを更に拡大して搭載し、4500kg級の最大積載量を確保できるキャンターEXが発売された。ただし、ファイターミニヨンと異なりブレーキは油圧式である。

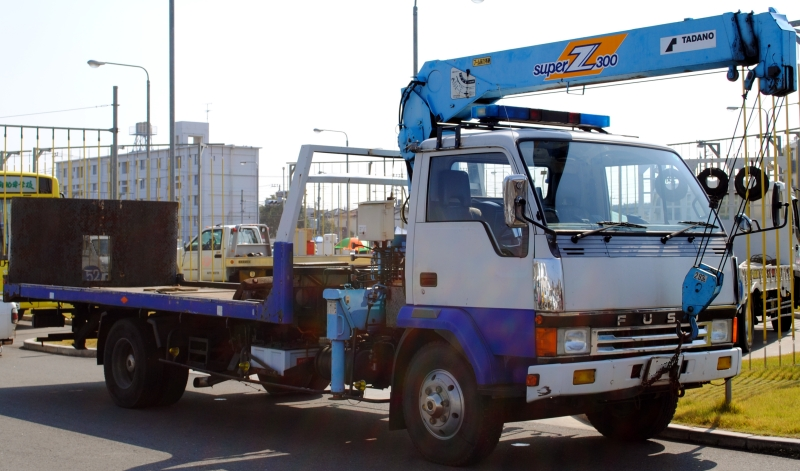
ファイターミニヨン（初代後期型）
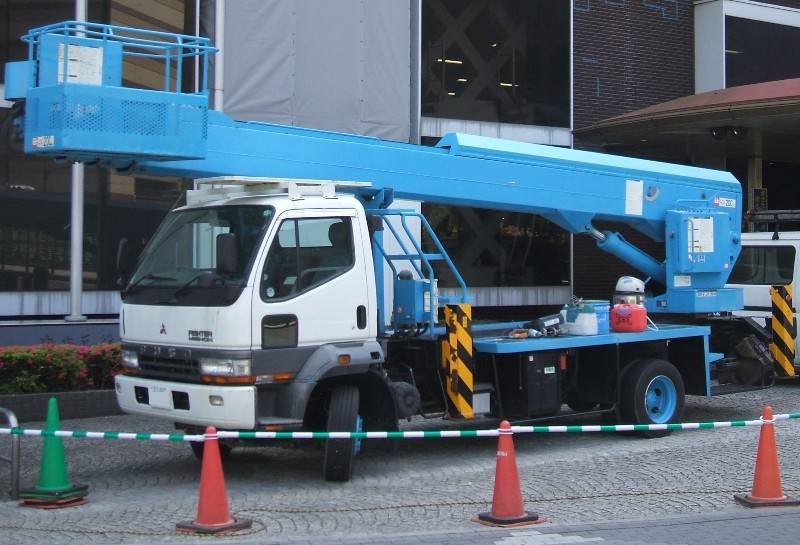
ファイターミニヨン （2代目）

## ラインアップ
- FK-A（準中型免許対応車）
- FK（4t積）
- FK-Y（中型免許対応車。最大6,5t積）
- FK-Z（7～8t積低床仕様）
- FL（4WD仕様）
- FL-X（低床フルタイム4WD）
- FM（高床仕様、7～8t積）
- FN（6x4）
- FQ（6x4低床仕様）
- FH（ファイターミニヨン）

## メーカー完成車シリーズ荷台メーカー
- D WING（ウイングバン完成車シリーズ） - パブコ、日本フルハーフ（LIMITEDパックはパブコ製のみ設定）
- D VAN（アルミバン完成車シリーズ）、アルミブロック完成車シリーズ - パブコ
- ダンプ完成車シリーズ - 新明和工業、極東開発工業
- ミキサー完成車シリーズ  - KYB（1.5m3～3.2m3のみ）
  - ウイングバン完成車シリーズは、スーパーグレートには設定がない日本フルハーフ製も設定している。ミキサー完成車シリーズの内、KYB製の4.5m3以上並びに新明和工業製はキャブ付きシャシーによる架装対応となる。